# 2018 VG18
2018 VG18 é um objeto transnetuniano, e o primeiro objeto a ser descoberto a mais de 100 UA (15 bilhões de km) do Sol. O objeto foi observado pela primeira vez em 10 de novembro de 2018 pelos astrônomos Scott Sheppard, David Tholen e Chad Trujillo durante uma busca pelo hipotético Planeta Nove. Eles anunciaram sua descoberta em 17 de dezembro de 2018 e apelidaram o objeto de "Farout" (do inglês: "muito distante") para enfatizar sua distância do Sol.
Em 2019, o objeto estava a uma distância observada de aproximadamente 125 UA (19 bilhões de km). Isso é mais de três vezes a distância média de Plutão em relação ao Sol e quase o dobro da distância média de Éris. 2018 VG18 foi o objeto natural mais distante já observado no Sistema Solar, substituindo o recordista anterior, Éris, em 96 UA, até que foi derrotado por 2018 AG37 (FarFarOut) em 132 UA (este objeto foi apelidado de "FarFarOut"). No entanto, 2018 VG18 não está perto de ser o objeto com a órbita mais distante em média, já que seu semieixo maior é estimado em apenas cerca de 81 UA. Para comparação, o semieixo maior do provável planeta anão Sedna é de cerca de 500 UA.
Observações de 2018 VG18 mostram que ele aparece na cor rosa, indicativo de uma superfície rica em gelo.

## Observação
Em novembro de 2018, o objeto foi inicialmente visto por acaso através do telescópio Subaru no Havaí, sendo confirmado em 17 de dezembro do mesmo ano através do telescópios Magalhães, no Chile.
Sheppard e equipe estão examinando objetos extremamente distantes no Sistema Solar para descobrir se existe um planeta massivo naquela região, o hipotético Planeta Nove, devido a observações e simulações de órbitas dos objetos nos confins do Sistema Solar, que sugerem a existência de um planeta grande, que supostamente sua influência gravitacional poderia alterar as órbitas de objetos menores igualmente distantes, sem afetar os planetas internos do Sistema Solar.

## Propriedades
Estima-se que o diâmetro do objeto exceda 500 quilômetros. É de cor rosada, sugerindo uma alta concentração de gelo e hélio.

## Nomenclatura
Na descoberta, o objeto foi nomeado 2018 VG18 pelo Centro de Planetas Menores da União Astronômica Internacional. Os indivíduos envolvidos na descoberta inicial do objeto o apelidaram de "Farout".